# Merops ornatus

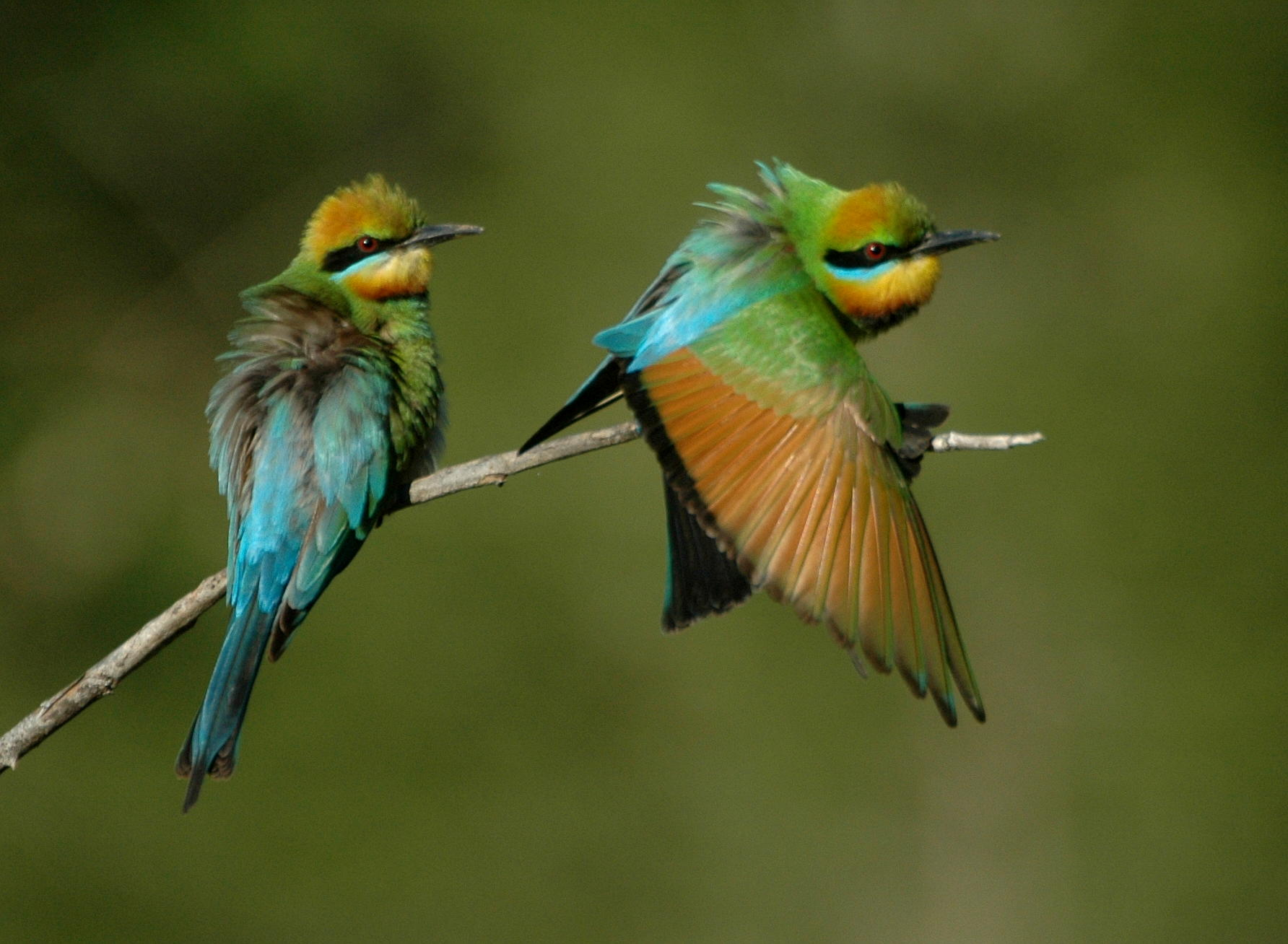
Fotografiados en Dayboro, Sureste de Queensland, Australia.

El abejaruco australiano (Merops ornatus) es una especie de ave coraciiforme de la familia Meropidae. Es la única especie de esta familia que se encuentra en Australia. No se conocen subespecies.

## Descripción
Los abejarucos australianos son aves  brillantemente coloreadas que llegan a tener 18 a 20 cm de largo incluyendo las largas plumas de la cola. La espalda superior y las alas son verdes, y la espalda inferior y las cobertoras debajo de la cola son de color azul brillante. Los lados inferiores de las alas y las plumas primarias de vuelo son rojizas con la punta negra, y el color de la cola va de negro a violeta oscuro. Las dos plumas centrales de la cola son más largas que las restantes y en la hembra son más largas que en el macho. La coronilla en la cabeza, la garganta, el pecho y el vientre son de color amarillento pálido. Tienen también un pechero negro y una banda negra cubre los ojos que son rojos.

## Distribución y hábitat
El abejaruco australiano es una especie común y puede encontrarse en el verano en áreas no forestadas en la mayor parte del sur de Australia y Tasmania, sin embargo se está volviendo cada vez más rara en parques suburbanos. Migran para invernar al norte de Australia y Nueva Guinea y algunas de las islas del sur de Indonesia.

## Comportamiento
Como todos los abejarucos, los abejarucos australianos son aves muy sociables. Cuando no crían duermen juntos en grandes grupos en matorrales densos o en grandes árboles.

## Reproducción
La estación reproductiva es antes y después de la estación lluviosa en el norte, y de noviembre a enero en el sur. Se piensa que los Abejarucos australianos se aparean de por vida. El macho le trae a la hembra insectos mientras ella excava la madriguera que será su nido. Cava la madriguera balanceándose sobre sus alas y patas, y escarbando con el pico, y expulsando hacia atrás el suelo suelto con las patas mientras se balancea sobre el pico. La hembra puede excavar unos 8 cm cada día. El túnel del nido es muy estrecho, y el cuerpo del ave entra tan apretadamente entre las paredes que cuando entra y sale el cuerpo funciona como un pistón, bombeando aire fresco al interior y sacando el aire viciado. Se conoce de abejarucos australianos que han compartido su madriguera con otra pareja e incluso con otras especies de aves. La hembra pone entre 3 y 7 huevos blancos, que son incubados unos 24 días hasta la eclosión. Las crías dejan el nido a los 30 días y son alimentadas por ambos padres, así como por cualquier otro joven abejaruco mayor que no haya encontrado pareja o la haya perdido. Se conoce que los sapos  Bufo marinus  depredan los polluelos.

## Dieta
Los abejarucos australianos comen mayormente insectos voladores, pero como lo indica su nombre tienen predilección por las abejas. Siempre están en busca de insectos voladores y pueden distinguir una comida potencial hasta a  45 metros de distancia. Una vez avistada su presa un abejaruco se descuelga en picada de su percha para  atraparla al vuelo con su largo y fino pico negro y volará de nuevo a su puesto de acecho. Allí entonces golpea su presa contra la percha par someterla. Aunque los abejarucos australianos son realmente inmunes a los aguijones de abejas y avispas, luego de capturarlas les restriegan el aguijón contra la percha para desprenderlo, cerrando los ojos para evitar, al romper la vejiga del veneno, que éste le salpique y le afecte la vista. Un Abejaruco Australiano puede comer varios cientos de abejas por día, por lo son muy mal vistos por los apicultores, pero su daño es compensado por el rol en el control de plagas de insectos como langostas, y avispas.